# La Riffa
La Riffa – włoski film z 1991 roku w reżyserii Francesca Laudadio. Opowiada historię samotnej matki z południa Włoch, w której rolę wcieliła się Monica Bellucci.